# Кузьмінський Олександр Людвігович
Олекса́ндр Лю́двігович Кузьмі́нський — молодший лейтенант Збройних сил України.

## Нагороди
За особисту мужність і героїзм, виявлені у захисті державного суверенітету та територіальної цілісності України, вірність військовій присязі під час російсько-української війни, відзначений — нагороджений
- нагрудним знаком «За військову доблесть» (23.3.2015)
- 27 червня 2015 року — орденом «За мужність» III ступеня
- Медаль «За військову службу Україні»[1]